# 万代南梦宫上海文化中心
万代南梦宫上海文化中心（英語：BANDAI NAMCO SHANGHAI BASE），原名浅水湾文化艺术中心，是一座位于中華人民共和國上海市普陀区的文化演出场馆。

## 概况
万代南梦宫上海文化中心位于上海市普陀区宜昌路179号，由上海西部集团在原上海国棉二厂所在地改建开发。2012年10月，浅水湾文化艺术中心正式开放。2017年3月3日，浅水湾文化艺术中心更名为“万代南梦宫上海文化中心”，由万代南梦宫（上海）商贸有限公司冠名。中心建筑面积近1万平方米，拥有大剧场（梦想剧场，原名Q-Hall）、小剧场（未来剧场，原名q-house）、培训中心、演艺学校、排练房、录音棚等专业文化场所。大小剧场、录音棚、排练房均由上海牡丹影视传播有限公司负责独立运营。

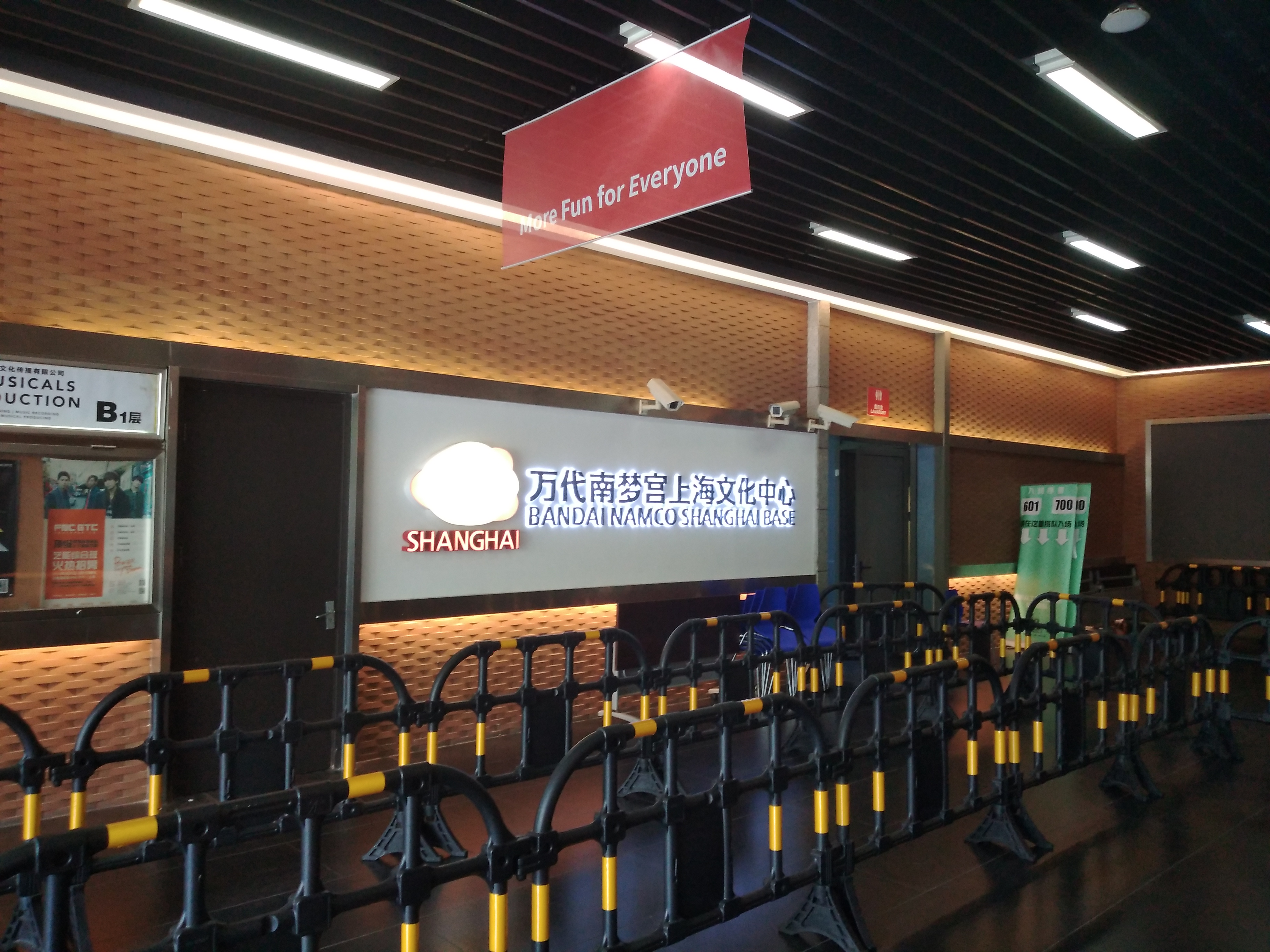
“梦想剧场”入口处标牌。